# Fiat 500 Prima Edizione
La edición especial, limitada y numerada Fiat 500 Prima Edizione fue presentada en julio de 2010 para celebrar el regreso de Fiat al mercado norteamericano. Se comercializó inicialmente en Estados Unidos y posteriormente en Canadá, limitándose la edición a 500 unidades para cada mercado.

## Historia
El momento elegido para anunciar el lanzamiento de la edición en Estados Unidos fue la convención anual del Club Fiat-Lancia USA celebrada el 10 y 11 de julio de 2010 en Asheville, Carolina del Norte. Los miembros del club tuvieron desde ese momento la oportunidad de reservar su unidad, dándoles incluso la posibilidad de seleccionar dentro de la serie el número de vehículo. Posteriormente, el 16 de septiembre a las 20:42, se abrió el proceso de reserva de las unidades restantes a todo el país. A pesar de no haber podido probar ni ver el automóvil al carecer Fiat en ese momento de red de ventas en Estados Unidos, a las 22:00 se habían agotado las 500 unidades de la edición previa reserva de 500 $, 5 al minuto. En Canadá el programa de reserva se abrió oficialmente el 23 de noviembre de 2010, agotándose la serie de 500 unidades en menos de 12 horas. Los primeros Fiat 500 Prima Edizione llegaron a Estados Unidos en marzo de 2011, devolviendo a Fiat al mercado americano después de 27 años ausente. En concreto la primera unidad fue entregada el 10 de marzo de 2011, la número 11 de la serie Prima Edizione, de color blanco y recibida en Gaithersburg, Maryland, por la familia Folkerts.

### Objeto de subasta

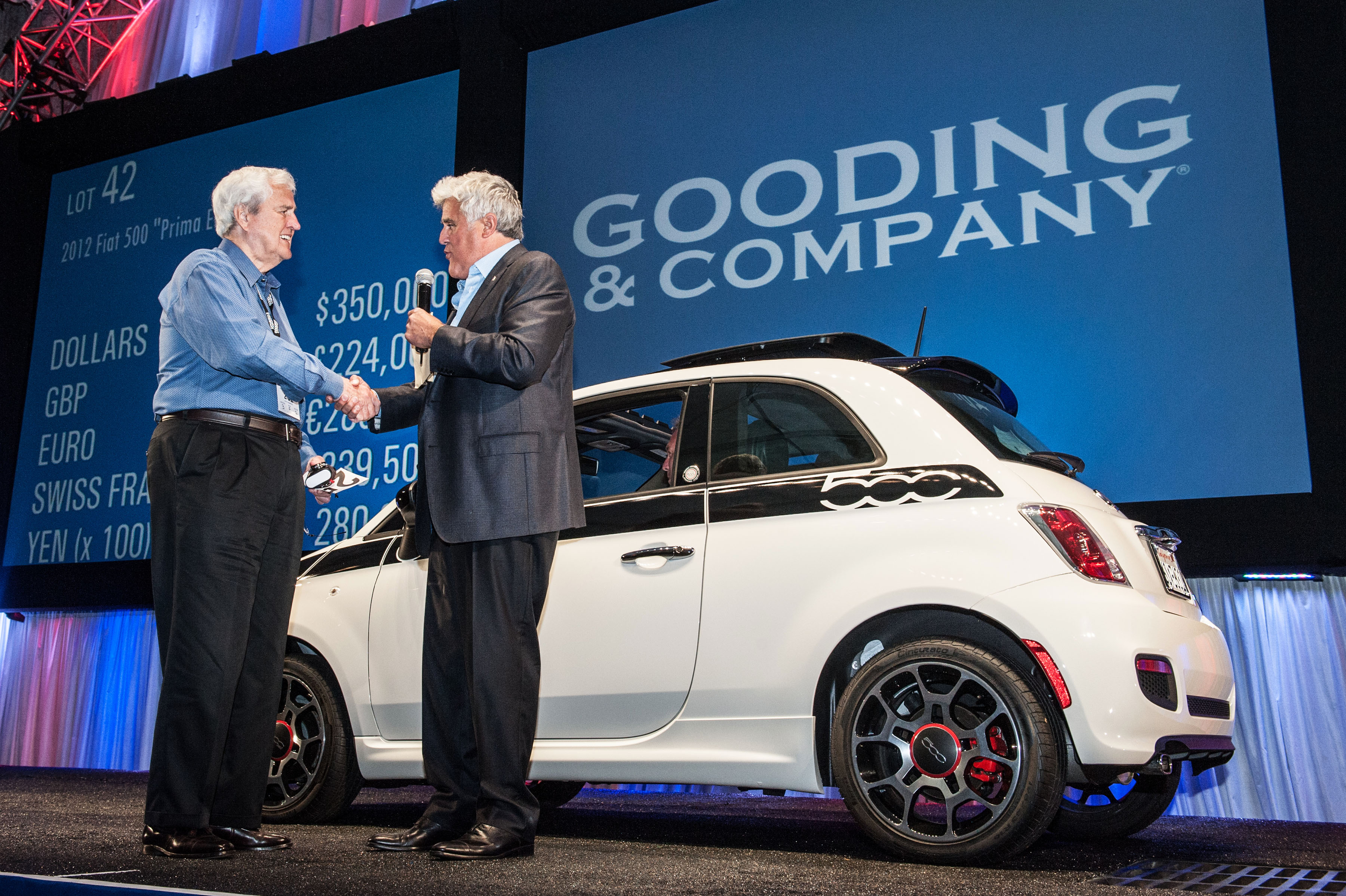
Jay Leno durante la subaste de su 500 Prima Edizione.

Las unidades de la serie han sido objeto de subasta en diferentes actos benéficos. En octubre de 2010 en Toronto fue subastado el Fiat 500 Número Uno, la unidad número 001 de la serie Prima Edizione destinada a Canadá, con la que se alcanzaron los 85.000 $, casi 60.000 € al cambio, que fueron destinados a la organización Villa Charities. También en octubre una unidad fue donada por Fiat a la National Italian American Foundation para la gala de su 35º aniversario. Alcanzó los 69.000 $ y fueron destinados a programas educativos de la fundación. En agosto de 2012, en el transcurso del Concurso de Elegancia de Pebble Beach, se subastó la unidad 002 de la serie Prima Edizione destinada a Estados Unidos, propiedad de Jay Leno, poseedor de varios Fiat 500 de diferentes generaciones. Alcanzó los 385.000 $, 308.700 € al cambio en ese momento, posiblemente la cantidad más elevada pagada nunca por un Fiat 500.

## Características

### Exterior
En el exterior la carrocería cuenta con tres colores exclusivos; un rojo brillante denominado "Rosso", un blanco nacarado opalescente "Bianco" y un gris profundo parecido al utilizado por los automóviles Maserati "Grigio". Adicionalmente cuenta con bandas específicas en ambos laterales, paquete cromo y en el marco de las ventanillas de ambas puertas emblema distintivo de la edición de forma circular y acabado metálico.

### Interior
El interior acabado en negro también cuenta con detalles exclusivos de la edición. Así, los respaldos de los dos asientos delanteros cuentan un distintivo similar al visto en el marco de las puertas. Mientras, en el salpicadero, el emblema 500 es numerado y específico de la edición. Metálico y con los colores de la bandera italiana, muestra el nombre de la edición y el número de la unidad de 1 a 500 coincidiendo con el orden de producción y el número VIN del bastidor.

### Motorización
Toda la edición cuenta con el motor 1.6 con tecnología MultiAir de 102 CV asociado a una transmisión manual de cinco velocidades.